# Stanislaus von Prowazek
Stanislaus von Prowazek est un zoologiste allemand d'origine bohémienne, né Stanislav Provázek le 12 novembre 1875 à Neuhaus et mort le 17 février 1915 à Cottbus.

## Biographie
Il est professeur à l’Institut tropical de Hambourg. Il est notamment l’auteur de Einführung in die Physiologie der Einzelligen (1910), Handbuch der pathogenen Protozoen (trois volumes, 1912 à 1931) et Herpetomonasmuscoendomestice. Il s’intéresse aux maladies causées par des protozoaires et aux problèmes d’immunologie. Il meurt du typhus.
Après Charles Nicolle, il confirma que le typhus était transmis par les poux. Henrique da Rocha Lima, qui découvrit en 1916 la bactérie directement responsable, la nomma Rickettsia prowazekii, en l'honneur de Howard Taylor Ricketts et de Prowazek, tous deux morts du typhus.